# 阿羅·巴倫格魯布
阿羅·巴倫格魯布（1984年2月12日—）是一位愛沙尼亞足球運動員。在場上的位置是中後衛。他現在效力於愛沙尼亞足球甲級聯賽球隊卡里魯足球俱樂部。他也代表愛沙尼亞國家足球隊參加比賽。